# World Tag Team Championship (WWE)
World Tag Team Championship var en VM-titel for tagteams i World Wrestling Entertainment, der eksisterede fra 1971 til 2010. Det var organisationens eneste VM-titel for tagteams fra 1971 til 2002, hvorefter WWE oprettede en titel for hvert brand (RAW og SmackDown). I 2009 blev de to VM-titler forenet under navnet Unified WWE Tag Team Championship, men denne titel repræsenterede begge titler. I 2010 valgte WWE at deaktivere den originale VM-titel fuldstændigt og fortsætte den forenede VM-titel under navnet WWE Tag Team Championship. 

## Historie
Titlen blev skabt i World Wide Wrestling Federation i 1971 under navnet WWWF World Tag Team Championship. De første mestre var Luke Graham og Tarzan Tyler. I 1979 blev titlerne omdøbt til WWF World Tag Team Championship i forbindelse med organisationens nye navn. I 1990'erne begyndte man så småt at kalde titlerne for WWF Tag Team Championship, altså uden ordet World.
I november 2001 blev titlen forenet med WCW Tag Team Championship, efter at WWF havde opkøbt World Championship Wrestling. Organisationen skiftede kort efter endnu engang navn og i den forbindelse blev titlerne omdøbt WWE Tag Team Championship. WWE blev i 2002 opdelt i to separate brands – RAW og SmackDown! – og samtidig fik hvert brand sine egne tagteam-mestre. Den originale tagteamtitel blev gjort eksklusiv for SmackDown! og for at matche brandets singletitel (World Heavyweight Championship), blev den atter omdøbt – denne gang til World Tag Team Championship. Den nye tagteamtitel, der kun kunne forsvares på RAW og ECW Brands, bliver kaldt for WWE Tag Team Championship. I 2009 blev WWE's to VM-titler for tagteam forenet under navnet Unified WWE Tag Team Championship, og i 2010 blev den originale VM-titel endeligt deaktiveret.